# Fly Away (鄧紫棋歌曲)
《Fly Away》是香港歌手鄧紫棋的一首歌曲，收錄於她的第七張專輯《摩天動物園》。這是一首流行、抒情搖滾風的歌曲，創作理念源於對憂鬱症患者的理解與發聲。

## 創作背景
《Fly Away》作為專輯第二首歌曲，是一首非常憂鬱痛心的歌，象徵的動物則是貓頭鷹，歌曲創作理念源於對憂鬱症患者的理解與發聲，鄧紫棋以這首歌去同理、陪伴每一位需要情緒關懷的朋友。編曲上使用了很複雜的節奏組配上鄧紫棋帶點拖又多切分音的呢喃感，並搭配一些回聲效果，成功營造出在森林空蕩回聲的效果。

## 音樂影片
音樂影片預告片於1月22日發佈。
音樂影片在2020年1月23日於YouTube平台上進行首播，由隊長 YoungCaptain執導，MV畫面中她獨自夜遊，漫步地鐵、羅浮宮、艾非爾鐵塔等多個知名景點，壯闊而寂寥的異國場景，卻也更加反映出歌曲故事裡隱含的酸楚。

## 製作名單
名單來源：歌曲《Fly Away》MV 
- 鄧紫棋 – 人聲、詞曲創作、製作人、和音
- T-Ma 馬敬恆 – 製作人、音頻工程
- 陳令韜 – 編曲
- 歐智 – 編曲
- Aichen – 編曲
- Y.Lam – 音頻工程
- Richard Furch – 混音
- Domenic Tenaglia - 混音協力
- Randy Merrill - 母帶

## 商業表現
《Fly Away》在發佈當天於香港KKBOX華語新歌日榜獲得第七位，並維持連續四天。另外在香港KKBOX華語單曲日榜由第60位躍升至第44位，最高排名為第41位。歌曲在KKBOX華語新歌週榜及KKBOX華語單曲週榜分別獲得第7位及第45位。
臺灣方面，歌曲發佈當天在KKBOX華語新歌日榜獲得第23位，之後躍升至第13位，再上升至第12位，最高排名為第11位。另外在華語單曲日榜從第82位攀升至第34位，之後再上升至第28位，最高排名為第20位。歌曲在KKBOX華語新歌週榜及KKBOX華語單曲週榜分別獲得第12位及第29位。

## 榜單表現
| 榜單                  | 最高 排名 |
| --------------------- | --------- |
| 香港KKBOX華語新歌日榜 | 7         |
| 香港KKBOX華語單曲日榜 | 41        |
| 臺灣KKBOX華語新歌日榜 | 11        |
| 臺灣KKBOX華語單曲日榜 | 20        |

| 榜單                  | 最高 排名 |
| --------------------- | --------- |
| 香港KKBOX華語新歌週榜 | 7         |
| 香港KKBOX華語單曲週榜 | 45        |
| 臺灣KKBOX華語新歌週榜 | 12        |
| 臺灣KKBOX華語單曲週榜 | 29        |